# Мюнхгаузен, Хильмар
Хильмар фон Мюнхгаузен (нем. Hilmar von Münchhausen) (1512 — 19 апреля 1573, Штайерберг) — немецкий наёмник и ландскнехт XVI века.

## Биография

### Ранние годы
Хильмар фон Мюнхгаузен происходил из чёрной линии нижнесаксонского дворянского рода Мюнхгаузенов. Был четвёртым сыном Штациуса фон Мюнхгаузена, управляющего замком Эрцен и дротсом в замке Лауэнштайн. После ранней смерти отца, который был убит в 1518 году из-за имущественных споров вокруг залогов Эрцена и Лауэнштайна, мальчик рос на попечении своей матери Маргариты фон Оберг.
Уже в 17 лет участвовал в войне Коньянкской лиги на стороне Священной Римской империи в Италии. Очарованный военным ремеслом, в обмен на компенсацию уступил каноникат при кафедральном соборе Хильдесхайма своему двоюродному брату.

### Воинская карьера
В 1542 году поступил на службу к герцогу Брауншвейг-Люнебурга и Брауншвейг-Вольфенбюттеля Генриху V (III). После изгнания правителя Шмалькальденским союзом из-за попытки принудить население вернуться к католицизму, Хильмар стал полковником у герцога Клёве Вильгельма, занимаясь вербовкой наёмников и солдат.
В 1543 году в ходе Гелдернской войны оборонял город Дюрен от имперской армии, но при штурме потерял почти всех своих людей и попал в плен. После успешного освобождения Мюнхгаузен нанял 1,2 тыс. пехотинцев, после чего с этим отрядом двинулся в августе 1545 года в область Хадельн Бременского архиепископства, где уже собрались со значительными силами Кристоф фон Врисберг и Георг фон Голле. Вместе они поступили на службу Генриху V, желавшему отвоевать княжество Вольфенбюттель. Его войско было побеждено превосходящей армией протестантов под руководством ландграфа Гессена Филиппа в битве при Хекельхайме 21 октября 1545 года, Генрих был пленён и заключен в тюрьму на несколько лет.
В последующий период Мюнхгаузен вместе со своим двоюродным братом Георгом фон Голле участвовал почти во всех войнах в Германии на стороне империи, 24 апреля 1547 года командовал 12 ротами в окончившей Шмалькальденскую войну битве при Мюльберге.
В 1553 году он привлек к себе кавалерийский отряд своих братьев Йобста и Иоганна, воевавших на стороне Генриха в битве при Зиверсхаузене и погибших там также получив у герцога часть их жалованья. Поскольку маркграфство Бранденбург-Кульмбах после поражения своего правителя Альбрехта II не желало платить наложенную контрибуцию, Хильмар и Холле прошли через Тюрингию, заставили Мюльхаузен открыть ворота и опустошили территорию Эрфурта, принудив маркграфство уплатить наложенное взыскание. В конфликте между братьями Ульрихом и Иоганном Альбрехтом I из Мекленбургского герцогства Мюнхгаузен вместе с фон Холле и двоюродным братом Беррисом фон Мюнхгаузеном из Апелерна поступил на службу к Ульриху, но стороны смогли урегулировать спор без кровопролития.
В феврале 1556 года Мюнхгаузен был назначен королём Испании Филиппом II полковником, ему было поручено в течение нескольких лет собрать десять рот (3 тыс.) ландскнехтов из Южной Германии и Нижней Саксонии, с которыми должен был выступить в Нидерланды для борьбы с Францией. Отряд сражался в битве при Сен-Кантене в августе 1557 года и в битве при Гравлине (июль 1558 года), в последнем сражении командовавший всей немецкой пехотой Мюнхгаузен пленил французского главнокомандующего Поля де Ла Барта Терма. За его освобождение получил выкуп в 6000 талеров, которые по решению верховного суда должен был выплатить своему командиру Ламоралю Эгмонду. Филипп II высоко ценил своего наёмника, и лично просил Генриха V о выплате долга погибшим Йобсту и Иоганну.
В 1560 году вместе с двоюродным братом был нанят датским королём Фредерик II для участия в Северной семилетней войне. За короткое время они собрали более 20 тыс. ландскнехтов и в 1561 году вторглись в южную Швецию, крепость Эльвсборг была захвачена. Дальнейший поход закончился ничем из-за разразившейся эпидемии и отсутствия припасов и денег. Мюнхгаузен принял решение уйти со своим отрядом, добившись выгодных условий. Невыплаченное жалованье он уплатил из своих средства, несколько лет он боролся за уплату королём долга в 14 860 талеров.

### Дипломатическая карьера
В 1566 году представлял перед императором Максимилианом II в Вене желавшего получить амнистию своего бывшего товарища по оружию и герцога Брауншвейг-Каленберга Эриха II. В том же году Филипп II продлил полномочия Хильмара в качестве испанского полковника ещё на три года, вместе со своим братом Максимилианом правитель предпринял меры, чтобы тот не поддержал начавшуюся в Нидерландах революцию.
В 1567 году с прибытием в регион в качестве нового наместника Нидерландов герцога Фернандо Альбы, Хильмар присутствовал на пышном приеме в Антверпене со своим 12-летним сыном Штатиусом, которого пришлось отдать на попечение испанского полководца. Тем не менее Хильмар тайно одолжил 40 тыс. талеров для организации военных действий бежавшему в Дилленбург лидеру восставших Вильгельму Оранскому. В 1568 году новый герцог Брауншвейг-Вольфенбюттеля Юлий попросил Мюнхгаузена помочь с улучшением укреплений крепости Вольфенбюттель. В 1570 году Хильмар сопровождал дочь императора Анну до Неймегена, где её передали Альбе для отправки в Испанию в качестве четвёртой жены Филиппа II.

### Землевладелец
После смерти отца в 1518 году Хильмар с братьями контролировали замок Эрцен, феодальные владения семьи включали несколько мейерхофов в Швёббере, Вульферсене и Афферде и несколько котхефе у Эрцена (также в 1527 году Хильмар с братьями ссудили 600 гульденов графу Гольштейн-Шауэнбурга Йобсту I в обмен на бургманнсхоф в Ринтельне). Благодаря богатой военной добыче Хильмар в будущем смог приобретать территории как в качестве феодальных владений, так и в качестве залога.
С 1547 по 1562 год был дростом в замке Штольценау, с 1547 по 1562 год — в Лауэнау, в 1557 году стал пфандхерром (залогодержателем) в Эрцене. В 1564 году приобрел 8 тыс. акров земли бывшей коллегиальной церкви премонстрантов в Лайтцкау за 70 тыс. рейхсталеров, где начал перестраивать флигели в романском стиле в ренессансный замок (стройка была завершена Штатиусом в 1593 году). Примерно с 1570 года было начато строительство замка в стиле ренессанс в имении Швёббер, который был достроен к 1607 году. В 1565 году Хильмар приобрел в залог замок Штайерберг, а в 1566 году — Вендлингхаузен в качестве вымороченного владения. В бургманнсхофе в Ринтельне он построил рядом с большим зернохранилищем архив (здание сгорело в 1943 году во время налёта союзников в ходе Второй мировой войны). Мюнхгаузен и его сыновья Штатиус (построенные в 1603—1612 годах замки Беверн и Лайтцкау, а также поместья Больцум и Боденвердер) и Хильмар-младший (достроенный Швёббер и замок Вендлингхаузен) были одними из главных строителей Везерского ренессанса.
Портреты Матильды (Метте) и Маргариты Мюнхгаузен написал немецкий художник Лутгер том Ринг Младший; творения расположены в Гамбургском кунстхалле и Национальном музее изобразительных искусств Гаваны.

## Смерть
Умер в апреле 1573 года в своем замке Штайерберг. В церкви Святого Мартина в Нинбурге сохранилась эпитафия в память о нём и его жене.

### Семья
В 1539 году женился на Люсии фон Реден, в браке родилось восемь детей:
- умерший в юности сын,
- Отто (р. в 1547 году — ум. в 1574 году) (был застрелен в Клевешене своим слугой; эпитафия в Базилике Святого Виллиброрда в Везеле[2][3]),
- Ганс (р. в 1550 году — 16 февраля 1604 г.), сеньор и дрост замка Штольценау. Первая жена — Армгард Хасберг (ум. в 1598 году), его экономка, чьи 11 внебрачных детей[4] были узаконены императором Рудольфом II в 1594 году. Второй брак — с Елизаветой фон Хойм,
- Метте (р. ок. 1552 года — ум. 1576 год), умерла незамужней,
- Штатиус (р. в 1555 году — ум. в 1633 году), сеньор Лайтцкау, Беверна, Эльбингероде, Штапельбурга, Дорнбурга, Майнбрексена, амта Гронде, штадтхоф (нем. Stadthof) Хильдесхайма, Больцума и Боденвердера. Первая жена — Анна фон Латторф из Дорнбурга (ум. в 1600 году), вторая — Доротея фон Ботмер из Ротенбурга,
- Хильмар-младший (р. в 1558 году — ум. в 1617 году), сеньор Ринтельна, Швеббера, Вендлингхаузена и Майнбрексена. Жена — Доротея фон Мюнхгаузен (1515—1583),
- Курт (р. в 1560 году — ум. в 1604 году), сеньор Вендлингхаузена (продан Хильмару-младшему) и Хадденхаузена (куплен в 1602 году Генрихом фон Мюнхгаузеном), залогодержатель Эренбурга. Первая жена — Елизавета фон Холле (ум. в 1603 году), вторая жена — Анна Манил,
- Маргарита (р. ок. 1564 года — ум. после 1613 года). Муж — Генрих фон Бортфельд, сеньор Веллерзена, Ринтельна и Виндхаузена.

## Literatur
- Allgemeine Deutsche Biographie (ADB). — Leipzig: Duncker & Humblot, 1875—1912. (нем.)
- Dieter Brosius. Münchhausen // Neue Deutsche Biographie (нем.). — Berlin: Duncker & Humblot, 1997. — Bd. 18. — S. 521—522. — ISBN 3-428-00199-0.
- G. S. Treuer: Gründliche Geschlechtshistorie der Herren von Münchhausen. 1740, S. 99-111
- A. F. v. Münchhausen: Geschlechtshistorie des Hauses derer von Münchhausen von 1740 bis auf die neueste Zeit. 1872, S. 46, 95ff., 149f.
- G. Angermann: Der Oberst Georg von Holle 1514—1576. 1966
- H. Schelp: Der reichste Bauherr seiner Zeit. In: Jahrbuch d. Heimatmuseums Hameln, 1969, S. 56-60
- G. von Lenthe, H. Mahrenholtz: Stammtafeln der Familie von Münchhausen. 1976
- Joachim Schmid: Hilmar von Münchhausen. In: Horst-Rüdiger Jarck (Hrsg.): Braunschweigisches Biographisches Lexikon, 2006, S. 508f.
- Manfred Orlick: Bauherr und Söldner. In Wahre Geschichten um die Straße der Romanik, S. 32-41, Tauchaer Verlag 2016, ISBN 978-3-89772-276-7